# Henry Macintosh
Henry Maitland Macintosh (né le 10 juin 1892 à Kelso - mort le 26 juillet 1918 en France) était un ancien athlète britannique (écossais), spécialiste du sprint.
Il fait ses études à Glenalmond College et à Corpus Christi College de Cambridge.
Il a remporté la médaille d'or aux Jeux olympiques de 1912 à l'épreuve du relais 4 × 100 m. Lors de ces mêmes Jeux, il est éliminé en série du 100 m et ne termine pas sa course sur 200 m, en demi-finale.
Faisant partie des Argyll and Sutherland Highlanders, il meurt en tant que capitaine à la fin de la Première Guerre mondiale pour des blessures subies pendant la Seconde Bataille de la Somme. Il est enterré au Cimetière national de Senlis.